# كيلي أندرسون (لاعبة كريكت)
كيلي أندرسون (4 فبراير 1983 بأوكلاند في نيوزيلندا - ) (بالإنجليزية: Kelly Anderson)‏ هي لاعبة كريكت نيوزلندية. شاركت مع منتخب نيوزيلندا الوطني للكريكت.

## وصلات خارجية
- كيلي أندرسون على موقع إي آس بي آن كريك إنفو (الإنجليزية)